# Georges Braque
Georges Braque (Argenteuil, Val-d'Oise, 13 de maig del 1882 - 31 d'agost del 1963) fou un pintor i escultor rellevant del segle XX francès que, juntament amb Pablo Picasso, desenvolupà el moviment artístic conegut com a cubisme.

## Joventut
Georges Braque fou nat a França. Va créixer a Le Havre i es formà per esdevenir un pintor i decorador de cases tal com foren el seu avi i el seu pare, però estudià també pintura a l'escola de belles arts de Le Havre des del 1897 fins al 1899.
Va ser aprenent d'un decorador a París i va rebre el seu certificat el 1901. L'any següent va estudiar a l'Académie Humbert, també a París, i hi va continuar pintant fins al 1904. Va ser allà on va conèixer Marie Laurencin i Francis Picabia.

## Fauvisme
Els seus treballs primerencs foren impressionistes, però després de veure les obres exposades pels Fauves el 1905 Braque adoptà l'estil fauvista. Els Fauves, un grup integrat per Henri Matisse i André Derain entre d'altres, empraven colors brillants i estructures de formes per tal de copsar la resposta emotiva més intensa. Braque va treballar majoritàriament a prop dels artistes worked Raoul Dufy i Othon Friesz, que compartien la ciutat d'origen de Braque, Le Havre, per tal de desenvolupar un estil fauvista una mica més apaivagat. El 1906, Braque viatjà amb Friesz a L'Estaque, a Anvers, i retornà a Le Havre per pintar.
El maig del 1907, Braque exhibí amb èxit les seves obres fauvistes en el Saló dels Independents. El mateix any, l'estil de Braque inicià una lenta evolució així que rebé la forta influència de Paul Cézanne, que morí el 1906, i l'obra del qual fou mostrada per primer cop a París el setembre del 1907.

## Cubisme
Els quadres de Braque del període 1908–1913 començaren a reflectir el seu nou interès en la geometria i la perspectiva simultània. Va dur a terme un estudi intens dels efectes de la llum i la perspectiva i els mitjans tècnics que els pintors usaven per a representar aquests efectes, posant en qüestió les convencions artístiques establertes. En els seus paisatges de pobles, per exemple, Braque reduïa sovint una estructura arquitectònica a una forma geomètrica aproximada a un cub, fent les ombres de forma que semblés alhora plana i tridimensional. D'aquesta manera, Braque atreia l'atenció a l'essència de la il·lusió òptica i la representació artística.
A principis del 1909, Braque començà a treballar al costat de Pablo Picasso, que havia estat desenvolupant una aproximació similar en la pintura. Ambdós artistes produïren obres de colors neutralitzats i patrons complexos de formes planes, anomenades avui com cubisme analític. El 1912, començaren a experimentar amb el collage. La seva producció en col·laboració continuà fins al 1914, quan Braque s'allistà a l'exèrcit francès, deixant París per lluitar en la Primera Guerra Mundial.

## Obra posterior
Braque va ser malferit durant la guerra, i quan continuà la seva carrera artística el 1917, es va apartar de la ruda abstracció del cubisme. Treballant tot sol, desenvolupà un estil més personal, caracteritzat per superfícies texturitzades i de colors brillants, i —tot seguint el seu trasllat a la costa de Normandia— la reaparició de la figura humana. Va pintar moltes natures mortes durant aquest temps, mantenint l'èmfasi en l'estructura. Durant la seva recuperació, va fer una gran amistat amb l'artista cubista Juan Gris i el suec Gösta Nystroem.
El 1947, coneix Nicolas de Staël i mantenen una relació d'amistat.
Va continuar treballant durant la resta de la seva vida, produint una quantitat considerable de distingides pintures, obra gràfica, i escultures, totes imbuïdes d'una persuasiva qualitat contemplativa. Va morir el 31 d'agost del 1963 a París.